# Bunamhala
Bunamhala è una circoscrizione rurale (rural ward) della Tanzania situata nel distretto di Bariadi, regione del Simiyu. Conta una popolazione di 28 301 abitanti (censimento 2012).